# Helmut Bechler
Helmut Bernard Franz Bechler (* 2. Juni 1898 in Grün; † 9. Januar 1971 in Kassel) war ein deutscher Generalmajor der Wehrmacht im Zweiten Weltkrieg.

## Leben
Er stammte aus der Kaufmanns- und Industriellenfamilie Bechler im Vogtland.
Während des Ersten Weltkriegs trat Bechler am 10. Juni 1915 als Fahnenjunker in das 16. Königlich Sächsische Infanterie-Regiment Nr. 182 ein. Nach Kriegsende kurzzeitig beurlaubt, kam Bechler Ende März 1919 als Zugführer und stellvertretender Adjutant des I. Bataillons zum Sturminfanterieregiment der Garde-Kavallerie-Schützen-Division. Im Juni 1919 folgte seine Übernahme in die Vorläufige Reichswehr, bis Bechler schließlich am 31. Dezember 1920 aus dem aktiven Militärdienst entlassen wurde.
Bechler nahm mit Beginn des Zweiten Weltkrieges im September 1939 als Major und Bataillonsführer am Krieg gegen Polen und ab Mai 1940 am Westfeldzug teil. Ab 22. Juni 1941 nahm er im Abschnitt der 87. Infanterie-Division am Unternehmen Barbarossa, der deutschen Invasion in der Sowjetunion teil. Am 18. Januar 1942 zum Oberstleutnant ernannt, übernahm er am 25. Februar 1942 die Führung des Infanterie-Regiments 173 an der Ostfront. Am 15. Februar 1943 zum Oberst befördert, kommandierte er ab dem 15. Oktober 1943 das Grenadier-Regiment 504 der 291. Infanterie-Division. Im März 1944 wurde sein Regiment beim Rückzug der 1. Panzerarmee von Schepetowka auf Proskurow in einem wandernden Kessel eingeschlossen. Für letzteren Einsatz erhielt Bechler am 26. März 1944 das Ritterkreuz des Eisernen Kreuzes. Am 11. Oktober 1944 beauftragte man ihn mit der stellvertretenden Führung der 275. Infanterie-Division. Daran schloss sich ab 22. November 1944 die stellvertretende Führung der 85. Infanterie-Division an der Westfront an, bis Bechler am 7. Dezember 1944 mit der Führung dieses Großverbandes beauftragt wurde. In dieser Stellung am 30. Januar 1945 zum Generalmajor befördert, wurde er in der Schlacht im Hürtgenwald am 4. Februar 1945 schwer verwundet. Bechler kam daraufhin in ein Lazarett, wurde am 15. März 1945 in die Führerreserve versetzt und in das Reservelazarett nach Königstein im Taunus überführt.